# Kveda Nasakirali
Kveda Nasakirali (georgiska: ქვედა ნასაკირალი) är en daba (stadsliknande ort) i Georgien. Den ligger i den västra delen av landet, 306 km väster om huvudstaden Tbilisi, i distriktet Ozurgeti och regionen Gurien. Kveda Nasakirali ligger 122 meter över havet och antalet invånare är 2 898.